# Potenza Sport Club 1975-1976
Questa voce raccoglie le informazioni riguardanti il Potenza Sport Club nelle competizioni ufficiali della stagione 1975-1976.

## Rosa
| N. |                   | Ruolo | Calciatore        |
| -- | ----------------- | ----- | ----------------- |
|    | Italia (bandiera) | D     | Maurizio Bianco   |
|    | Italia (bandiera) |       | Bracchini         |
|    | Italia (bandiera) | P     | Armando Buffon    |
|    | Italia (bandiera) | D     | Bruno Caligiuri   |
|    | Italia (bandiera) | D     | Giuseppe Campagna |
|    | Italia (bandiera) | C     | Angelo Carrano    |
|    | Italia (bandiera) | C     | Antonio Cataldi   |
|    | Italia (bandiera) | C     | Renato Cesari     |
|    | Italia (bandiera) | A     | Alfredo Ciannameo |
|    | Italia (bandiera) | A     | Paolino Ciccarese |
|    | Italia (bandiera) | D     | Enzo D'Amico      |
|    | Italia (bandiera) | A     | Flaminio De Biase |
|    | Italia (bandiera) | C     | Mauro Eleuteri    |
|    | Italia (bandiera) | A     | Ciro Femiano      |

| N. |                   | Ruolo | Calciatore           |
| -- | ----------------- | ----- | -------------------- |
|    | Italia (bandiera) | D     | Eros Gobbi           |
|    | Italia (bandiera) | C     | Vincenzo Iovino      |
|    | Italia (bandiera) |       | Lasagni              |
|    | Italia (bandiera) | A     | Agostino Latorraca   |
|    | Italia (bandiera) | P     | Vincenzo Laveneziana |
|    | Italia (bandiera) |       | Leo                  |
|    | Italia (bandiera) | D     | Marco Masiello       |
|    | Italia (bandiera) | D     | Massimo Menichelli   |
|    | Italia (bandiera) |       | Mensa                |
|    | Italia (bandiera) | D     | Michele Moriello     |
|    | Italia (bandiera) |       | Pepe                 |
|    | Italia (bandiera) | A     | Biagio Savarese      |
|    | Italia (bandiera) | P     | Vito Stenta          |
|    | Italia (bandiera) | D     | Angelo Terrana       |